# Włodzimierz Borodziej
Włodzimierz Borodziej   (Varsòvia, 9 de setembre de 1956 - 11 de juliol de 2021) va ser un historiador i escriptor polonès especialitzat en història contemporània europea amb especial atenció a les relacions poloneso-alemanyes. Borodziej va ser professor de ciències humanístiques i prorector de la Universitat de Varsòvia.

## Biografia
Nascut a Varsòvia, Włodzimierz Borodziej era fill del tinent coronel Wiktor Borodziej (1929-2004) de l'antiga policia secreta polonesa Służba Bezpieczeństwa que, segons els informes, va ajudar el seu fill a cursar estudis secundaris alemanys a Berlín i a Viena mentre servia a l'estranger. La discussió del seu pare i la seva participació en l'operació secreta Żelazo (Ferro) contra objectius polítics a Europa occidental ha causat certa controvèrsia a l'acadèmia polonesa, ja que alguns comentaristes ho consideren irrellevant i un intent de desprestigi el treball del seu fill a causa dels antecedents familiars.
Włodzimierz Borodziej es va graduar amb un màster a la Universitat de Varsòvia el 1979. El 1984 Borodziej va rebre el títol de doctor en filosofia per la seva pròpia alma mater, seguit de l’habilitació obtinguda el 1991 pel seu tractat científic Polònia en les relacions internacionals entre 1945 i 1947 (Polska w stosunkach międzynarodowych 1945-1947). El 2004 va rebre el títol de professor de ciències humanístiques a la Universitat de Varsòvia, on el 1999-2002 Borodziej va exercir de prorector (adjunt al Rector de la universitat). El 2020 va rebre el premi Carl von Ossietzky (Carl-Ossietzky-Preis) atorgat per la ciutat alemanya de Oldenburg pel seu treball sobre la història poloneso-alemanya al segle xx.

## Obra
Borodziej va ser l'autor de L'aixecament de Varsòvia de 1944 publicat en polonès, alemany i anglès. Al seu llibre dibuixa una imatge complexa de la vida quotidiana a la ciutat enfrontada, descriu les operacions de l'exèrcit interior, així com la situació de subministrament i els desafiaments mèdics a la capital.
També va ser una figura destacada en l'establiment de la Casa de la Història Europea que es va inaugurar a Brussel·les (Bèlgica) el 2017.

## Publicacions seleccionades
- Włodzimierz Borodziej (1985), Terror i polityka: policja niemiecka a polski ruch oporu w GG 1939-1944,ISBN 83-211-0718-4.
- Włodzimierz Borodziej (1990), Od Poczdamu do Szklarskiej Poręby: Polska w stosunkach międzynarodowych 1945-1947, ISBN 0-906601-77-0.
- Włodzimierz Borodziej at al (1999), Polska i Niemcy: krótki przewodnik po historii sąsiedztwa, ISBN 83-910344-0-2.
- Włodzimierz Borodziej (2001), Der Warschauer Aufstand 1944,ISBN 3-10-007806-3.
- Włodzimierz Borodziej (2006), L'aixecament de Varsòvia de 1944,ISBN 0-299-20730-7.
- Włodzimierz Borodziej (2009), Gdyby... całkiem inna historia Polski: historia kontrfaktyczna, ISBN 978-83-247-1676-0.
- (coautor) (2015), Nasza wojna. Europa Środkowo-Wschodnia 1912–1916. Tom 1. Imperia.